# Raucourt-au-Bois
Raucourt-au-Bois település Franciaországban, Nord megyében. Lakosainak száma 152 fő (2022. január 1.). Raucourt-au-Bois Louvignies-Quesnoy, Englefontaine és Locquignol községekkel határos.

## Népesség
A település népessége az elmúlt években az alábbi módon változott:
| Lakosok száma | 180  | 176  | 174  | 173  | 167  | 162  | 156  | 154  | 152  |
|               | 2013 | 2015 | 2016 | 2017 | 2018 | 2019 | 2020 | 2021 | 2022 |